# 忍ペンまん丸
『忍ペンまん丸』（にんペンまんまる）は、いがらしみきおによる日本の漫画作品。月刊少年ガンガン（エニックス）において1995年4月号から1999年4月号まで連載。全11巻。テレビアニメは1997年から1998年にかけて放送された。

## 概要
いがらしにとっては初の少年漫画で、『ぼのぼの』と同じく動物が主人公であるが同作品のような哲学的なストーリーはほとんどなく、基本的には明るい児童向けギャグコメディ・アクションである。連載中、いがらしの故郷の図書館での貸し出し率が「ベスト1（ワン）」になるほどの人気作品となった。
月刊少年ギャグ王に短編ギャグの『忍ペンまん丸絵日記』が1997年9月号から1998年5月号まで連載され、ガンガンWINGにも何度か外伝が掲載された。
第43回（平成9年度）小学館漫画賞児童向け部門受賞（エニックス、現スクウェア・エニックスとしては史上初）。連載後半からは、雑誌の読者から募集したキャラクターを登場させるために、ストーリーの構成上必ずしも必要ではなさそうな描写・挿話が入るようになっている。

## ストーリー
動物達が忍者として暮らす山々の一つ・念雅山にある日、じいやさんがペンギンを連れてきた。「まん丸」と名づけられた天然ボケなペンギンは、頭領のネンガ、先輩のタヌ太郎・ツネ次郎など、お山の変な仲間たちと修行に励む毎日を送ることになるが、念雅に代々伝わる天容の笛がネンガの弟ギオが率いる羅門衆の手により奪われてしまった。それを取り返すべく、まん丸とタヌ太郎とツネ次郎がギオを探しに旅に出る。
原作版ではストーリーの途中まん丸達がギオを探すため、山から離れ旅に出る長い話となり登場人物も限られていたが、アニメ化が決定すると旅に区切りをつけ再び念雅山付近が中心の話に戻った。
アニメ版では旅はするもののすぐに終わった。旅の中での話はほとんどが山付近で起きたギオ探しとは関係ない話に直されている。

## 用語
意念
念雅流の技を使うために重要となる生体エネルギーの一種。意識を集中することにより額の「印堂」から発生し、腹部の「丹田」に集積する。なお、念雅流の「忍法」は、正しくは「意念の法」を略して「念法（ねんぽう）」と呼ぶのが正しいという。
天容の笛（てんようのふえ）
念雅流に代々伝わる、丸い形をした笛。「全ての忍者の頂点に立つ者」の証であり、かつて念雅と甲賀と伊賀が争いを起こした原因であった。念雅流の正当な後継者がこの笛を吹くと、あらゆるもの全てが「天に落ちる」と言われている（重力が逆転して空の彼方に吹き飛ぶ）。また、後継者以外が吹くと、吹いた者自身が天に落ちてしまう。
念雅流の後継者は、額に「後継者の印」の印が刻まれる。その印を持つ者は、笛を守るために永遠に生き続ける必要があって、笛にエネルギーを与えられ続けて若いままになる。しかし、長いこと笛から離れていると老化が進んで、最終的には死んだも同然の状態で生き続けることになる（原作での設定）。
アニメ版では若干単純になっており、「吹いた者が山の全ての忍者の頂点に立つ」と言い伝えられているが、正しく吹けるのは念雅流の後継者に値する存在のみになっている。それ以外の者が吹くと「天に落ちる」。
印堂帯（いんどうたい）
念雅流の証となるもの。ピンク色のニコちゃんマークがついたヘアバンド。頭につけているだけで意念を鍛えて増幅させる。
元々は黄色い別のデザインだったが、アニメ化の際、前記のように変更され、以後出版された単行本では全て修正されている。
現神の術（げんしんのじゅつ）
念雅流最大奥義とされる術。強大な意念によって、物質物体から神のように姿形を作り出して、さらに極めれば命さえも作り出してしまう。
手印念（しゅいんねん）
念雅流忍者の基本技。丹田で意念を練り合わせて、手指から発射する。まん丸・タヌ太郎・ツネ次郎の3人で同時に技を出すと、「合体手印念」になる。場合によっては、「合体手印念・意念スーパーボム」「合体手印念・意念トルネードマキシマムスペシャル」といったふうに、後ろにやたらと強そうなカタカナが並ぶことがある。また、ネンガ級の実力者が使う強化版「意念砲」、進みながら分裂させて加速度を付ける「意念大連砲」もある。
雲球（うんきゅう）
意念を伝えることで自在に姿を変えて武器にも乗り物にもなる、念雅流唯一の武器。また、そのままの状態で飛び道具にもなって（ちょうどビー玉のように飛ばす）、熟練者が使うと銃弾並みの威力をもつ。漫画ではビー玉サイズだが、アニメではちょうど手のひらほどの大きさ。
サトルさん
まん丸の雲球が亀の形に変化した物。顔つきが飼育員のサトルさんに似ていたことからまん丸が名づけた。まん丸の意念に応じて、幾度も窮地を救っている。当初はスピードが遅かったが、物語の後半では、まん丸が成長したためかスピードが若干上がっている。
ドベ
主にアニメに登場する作品独特の用語。原作では「バカ」である。簡単に言えば、語感の通り「どうしようもない」などの意。キャラが何らかのボケをかまして、それに対してツッコミを入れる際に使われる。主にタヌ太郎とツネ次郎が発する。漫画版でもタヌ太郎が一度だけ使用したが、ツネ次郎に「ドベってなんだ?」と突っ込まれていた。
例：「この1536倍ドベがーーっ!!」
あれま
いわゆるツッコミ。ずっこけた時の擬音。
暗黒意念（あんこくいねん）
アニメオリジナルの設定で、念雅流において禁忌とされる力。ギオが羅門衆にこの力を与えてパワーアップさせることも。

## 単行本

### 通常版
ガンガンコミックスについてはいずれも絶版。
1. 1996年1月、ISBN 4-87025-141-8
2. 1996年9月、ISBN 4-87025-161-2
3. 1997年2月、ISBN 4-87025-189-2
4. 1997年3月、ISBN 4-87025-195-7
5. 1997年7月、ISBN 4-87025-213-9
6. 1997年9月、ISBN 4-87025-224-4
7. 1998年1月、ISBN 4-87025-243-0
8. 1998年3月、ISBN 4-87025-271-6
9. 1998年9月、ISBN 4-87025-370-4
10. 1999年3月、ISBN 4-87025-478-6
11. 1999年6月、ISBN 4-7575-0045-9

### 新装版
ぶんか社より「しんそー版」として2017年3月より順次刊行。
1. 2017年3月27日、ISBN 4-82117-986-5
2. 2017年4月27日、ISBN 4-82113-425-X
3. 2017年4月27日、ISBN 4-82117-986-5
4. 2017年5月27日、ISBN 4-82113-440-3
5. 2017年5月27日、ISBN 4-82113-441-1
6. 2017年6月27日、ISBN 4-82113-460-8
7. 2017年6月27日、ISBN 4-82113-461-6
8. 2017年7月27日、ISBN 4-82113-486-1
9. 2017年7月27日、ISBN 4-82113-487-X
10. 2017年8月26日、ISBN 4-82113-508-6
11. 2017年8月26日、ISBN 4-82113-509-4

## テレビアニメ
アニメはテレビ朝日系列（ただしフルネット局のみ）にて1997年7月5日から1998年3月28日、全30回・60話放送された。最初の3か月は毎週土曜19時30分から、その後の6か月は毎週土曜18時00分から放送されていた。
アニメでありながら、昨今見られるバラエティ番組のようなテロップを多用していたのが特徴的であった。
映像ソフト化については、バンダイビジュアルよりVHS版がリリースされたが、現在は全巻廃盤となっており、DVD版・Blu-ray版はリリースされていない。
dアニメストア等にて動画が配信されている。

### スタッフ
- 原作 - いがらしみきお
- 監督 - やすみ哲夫
- 総作画監督 - 末吉裕一郎
- 美術監督 - 中村隆
- 色彩設計 - 松谷早苗
- デジタルエフェクト - 末弘孝史、鹿住朗生
- 撮影監督 - 伊藤修一
- 編集 - 岡安肇
- 録音監督 - 小林克良
- 音楽 - 大谷明裕、伊戸のりお
- プロデューサー - 梶淳、渡辺哲也、加藤良雄
- 制作協力 - 電通
- 制作 - テレビ朝日、シンエイ動画

### 主題歌
アニメでの歌詞表記は大半が漢字表記のないひらがなやカタカナで表記された。
オープニングテーマ「ボクってまんまる」
作詞 - 坂田和子 / 作曲・編曲 - 小西真理 / 歌 - 安達祐実
- アニメでの歌詞の大半は、1番で使用された。

エンディングテーマ「輝ける星」
作詞・作曲・歌 - 小松未歩 / 編曲 - 古井弘人

### 各話リスト
| 回 | 話数 | サブタイトル                          | 脚本       | コンテ         | 演出           | 作画監督   | 放送日         |
| -- | ---- | ------------------------------------- | ---------- | -------------- | -------------- | ---------- | -------------- |
| 1  | 1    | 登場!!ヘンな忍者                      | 山崎晴哉   | やすみ哲夫     | 善聡一郎       |            | 1997年 7月5日  |
| 1  | 2    | まん丸アイドル化計画!?                | やすみ哲夫 | 善聡一郎       | 善聡一郎       |            | 1997年 7月5日  |
| 2  | 3    | への一!?乱子参上                      | 翁妙子     | 樋口雅一       | 政木伸一       | 岡迫亘弘   | 7月12日        |
| 2  | 4    | ミスターボロット大暴走!               | 米村正二   | 矢沢則夫       | 政木伸一       | 嶋津郁雄   | 7月12日        |
| 3  | 5    | 初めてのおつかい大騒動                | 北条千夏   | 岡崎ゆきお     | 岡崎ゆきお     |            | 7月26日        |
| 3  | 6    | 変身粘土!?ネンネン                    | 桜井正明   | 西山ハジメ     | 岡崎ゆきお     |            | 7月26日        |
| 4  | 7    | 恐怖の電話魔は誰だ?                   | 北条千夏   | 石崎すすむ     | 石崎すすむ     | 椛島義夫   | 8月2日         |
| 4  | 8    | スーパーヒーロー乱入!!                | 米村正二   | 善聡一郎       | 善聡一郎       | 鈴木大司   | 8月2日         |
| 5  | 9    | めざせ!エステで弟子入り               | 翁妙子     | 樋口雅一       | 樋口雅一       | 矢澤範雄   | 8月16日        |
| 5  | 10   | 大怪獣くじ引き作戦                    | 桜井正明   | 樋口雅一       | 樋口雅一       | 矢澤範雄   | 8月16日        |
| 6  | 11   | 怒りの折り紙禁止令!!                  | 桜井正明   | パクキョンスン | 岡崎ゆきお     |            | 8月23日        |
| 6  | 12   | オホホホ…逃走する少女!!               | 翁妙子     | 岡崎ゆきお     | 岡崎ゆきお     |            | 8月23日        |
| 7  | 13   | 嵐の予感!謎の天容の笛（前編）         | 米村正二   | やすみ哲夫     | 善聡一郎       |            | 8月30日        |
| 7  | 14   | 嵐の予感!謎の天容の笛（後編）         | 米村正二   | 善聡一郎       | 善聡一郎       | 椛島義夫   | 8月30日        |
| 8  | 15   | 私をドベと呼ばないで!!                | 翁妙子     | 樋口雅一       | 政木伸一       | 嶋津郁雄   | 9月13日        |
| 8  | 16   | 玉に願いを…                           | 北条千夏   | 樋口雅一       | 樋口雅一       | 矢澤範雄   | 9月13日        |
| 9  | 17   | まん丸の新たなる力!!                  | 桜井正明   | 太田拍光       | 横山広行       |            | 10月4日        |
| 9  | 18   | ボロット2号はダンスがお好き           | 北条千夏   | 横山広行       | 横山広行       | 鈴木大司   | 10月4日        |
| 10 | 19   | 笛はどこに?ド派手な強敵登場!!（前編） | 北条千夏   | やすみ哲夫     | 岡崎ゆきお     |            | 10月11日       |
| 10 | 20   | 笛はどこに?ド派手な強敵登場!!（後編） | 北条千夏   | 岡崎ゆきお     | 岡崎ゆきお     | 小和田良博 | 10月11日       |
| 11 | 21   | 昇忍試験だヨ!全員集合                 | 米村正二   | 樋口雅一       | 樋口雅一       | 矢澤範雄   | 10月25日       |
| 11 | 22   | 来たぞ!恐怖の笑いバチ                 | 翁妙子     | 須藤典彦       | 政木伸一       | 嶋津郁雄   | 10月25日       |
| 12 | 23   | 天の怒り!謎の笛ついに登場!!（前編）   | 桜井正明   | 善聡一郎       | 善聡一郎       | 尾鷲英俊   | 11月1日        |
| 12 | 24   | 天の怒り!謎の笛ついに登場!!（後編）   | 桜井正明   | 太田拍光       | 善聡一郎       | 椛島義夫   | 11月1日        |
| 13 | 25   | はりがねランドへの招待状              | 北条千夏   | 福島宏之       | 政木伸一       | 嶋津郁雄   | 11月15日       |
| 13 | 26   | 迷い込んだ精霊の森                    | 翁妙子     | 矢澤範雄       | 矢澤範雄       | 矢澤範雄   | 11月15日       |
| 14 | 27   | お父さんと南極大冒険!                 | 米村正二   | 菊田武勝       | ムトウユージ   |            | 11月22日       |
| 14 | 28   | 指名手配!まん丸は一億円?              | 翁妙子     | 萠衣葉月       | ムトウユージ   | 鈴木大司   | 11月22日       |
| 15 | 29   | 最強の敵!!ギオ現る!（前編）           | 米村正二   | まつしたなおき | 渡辺健一郎     | 尾鷲英俊   | 11月29日       |
| 15 | 30   | 最強の敵!!ギオ現る!（後編）           | 米村正二   | 菊田武勝       | 渡辺健一郎     | 椛島義夫   | 11月29日       |
| 16 | 31   | 恐怖…文字もじの術!!                   | 桜井正明   | 福島宏之       | 政木伸一       | 矢澤範雄   | 12月6日        |
| 16 | 32   | 燃えろ!おにぎり兄弟                   | 北条千夏   | 樋口雅一       | 政木伸一       | 矢澤範雄   | 12月6日        |
| 17 | 33   | 初恋南極メモリー                      | 翁妙子     | 菊田武勝       | 横山広行       | 尾鷲英俊   | 12月13日       |
| 17 | 34   | ペットはコマルっち!?                  | 桜井正明   | 菊田武勝       | 横山広行       |            | 12月13日       |
| 18 | 35   | フロコプター大空中戦!                 | 北条千夏   | 萌衣満月       | ムトウユージ   | 鈴木大司   | 12月20日       |
| 18 | 36   | 激闘!ネンガ対紫狼沙                   | 北条千夏   | 萌衣満月       | ムトウユージ   | 椛島義夫   | 12月20日       |
| 19 | 37   | 闇の罠!ネンネンの秘密（前編）         | 翁妙子     | 東森一         | まつしたなおき |            | 12月27日       |
| 19 | 38   | 闇の罠!ネンネンの秘密（後編）         | 翁妙子     | 東森一         | まつしたなおき | 尾鷲英俊   | 12月27日       |
| 20 | 39   | 誕生!パオパオランド（前編）           | 米村正二   | 樋口雅一       | 西森章         | 矢沢則夫   | 1998年 1月10日 |
| 20 | 40   | 誕生!パオパオランド（後編）           | 米村正二   | 羽生尚靖       | 西森章         | 矢沢則夫   | 1998年 1月10日 |
| 21 | 41   | 決定!あんたがリーダー                 | 桜井正明   | 横山広行       | 横山広行       | 椛島義夫   | 1月17日        |
| 21 | 42   | さあ、私を食べて…                     | 米村正二   | 菊田武勝       | 横山広行       |            | 1月17日        |
| 22 | 43   | 帰って来たライバル!!                  | 翁妙子     | 萠衣葉月       | ムトウユージ   | 鈴木大司   | 1月24日        |
| 22 | 44   | 電撃!?タヌ太郎の婚約発表              | 北条千夏   | 萠衣葉月       | ムトウユージ   |            | 1月24日        |
| 23 | 45   | レベルアップ!!ドベ軍団                | 桜井正明   | 福島宏之       | 西森章         | 矢沢則夫   | 1月31日        |
| 23 | 46   | 入れかえ魔・せんたく丸                | 北条千夏   | 樋口雅一       | 西森章         | 矢沢則夫   | 1月31日        |
| 24 | 47   | 逆襲!ギオの巨大戦艦!!（前編）         | 米村正二   | 政木伸一       | 政木伸一       |            | 2月14日        |
| 24 | 48   | 逆襲!ギオの巨大戦艦!!（後編）         | 米村正二   | 政木伸一       | 政木伸一       |            | 2月14日        |
| 25 | 49   | スクープ!ネンガ様開眼!!               | 北条千夏   | 横山広行       | 横山広行       | 椛島義夫   | 2月21日        |
| 25 | 50   | 巨大怪魚タロジを追え!!                | 翁妙子     | 菊田武勝       | 横山広行       |            | 2月21日        |
| 26 | 51   | 乱子のムフフ大作戦                    | 翁妙子     | 樋口雅一       | 西森章         | 矢澤範雄   | 2月28日        |
| 26 | 52   | 喜怒哀楽がとまらない!!                | 桜井正明   | 樋口雅一       | 西森章         | 矢澤範雄   | 2月28日        |
| 27 | 53   | まん丸の（秘）探偵日記                | 北条千夏   | 菊田武勝       | 渡辺健一郎     | 山崎展義   | 3月7日         |
| 27 | 54   | 戦慄!!ネンガ様暗殺計画                | 楠部たくみ | 政木伸一       | 渡辺健一郎     | 山崎展義   | 3月7日         |
| 28 | 55   | 運命の決着!!ネンガ対ギオ              | 米村正二   | 萌衣葉月       | ムトウユージ   | 釘宮洋     | 3月14日        |
| 28 | 56   | 旅立ち!笛を取り戻せ!!                 | 米村正二   | 萌衣葉月       | ムトウユージ   | 鈴木大司   | 3月14日        |
| 29 | 57   | 突入!あれが羅門城だ!!（前編）         | 米村正二   | 樋口雅一       | 樋口雅一       | 矢澤範雄   | 3月21日        |
| 29 | 58   | 突入!あれが羅門城だ!!（後編）         | 米村正二   | 樋口雅一       | 樋口雅一       | 矢澤範雄   | 3月21日        |
| 30 | 59   | 輝ける未来、輝ける星（前編）          | 米村正二   | 政木伸一       | 政木伸一       | 尾鷲英俊   | 3月28日        |
| 30 | 60   | 輝ける未来、輝ける星（後編）          | 米村正二   | 政木伸一       | 政木伸一       |            | 3月28日        |

### ネット局
| 放送期間                                             | 放送時間                              | 放送局                             | 対象地域       |
| ---------------------------------------------------- | ------------------------------------- | ---------------------------------- | -------------- |
| 1997年7月5日 - 9月13日 1997年10月4日 - 1998年3月28日 | 土曜 19:30 - 20:00 土曜 18:00 - 18:30 | テレビ朝日（製作局）ほか系列全24局 | 日本国内       |
| （遅れネット）                                       | 月曜 16:00 - 16:30                    | 山陰放送                           | 鳥取県、島根県 |

## ゲーム
『忍ペンまん丸』。1997年12月18日発売。価格は6800円。セガサターン用ソフト、3Dアクションゲーム、エニックスより発売。
プレイヤーはまん丸を操作し、ステージを次々とクリアしていく。
登場人物
- まん丸（声：池澤春菜）
- タヌ太郎（声：山口勝平）
- 乱子（声：かないみか）
- ツネ次郎（声：関智一）
- ネンガ様（声：小杉十郎太）
- じいやさん（声：チョー）
- 真美子（声：内川藍維）
- モン郎（声：長沢直美）
- ミスターボロット（声：松尾銀三）